# Ituna decolorata
Ituna decolorata är en fjärilsart som beskrevs av Richard Haensch 1909. Ituna decolorata ingår i släktet Ituna och familjen praktfjärilar. Inga underarter finns listade i Catalogue of Life.